# Rio Sapucaí-Mirim
O rio Sapucaí-Mirim é um rio brasileiro do estado de São Paulo.
Nasce em Minas Gerais, entra em São Paulo, leste para oeste, na região da Mogiana, percorre a zona fértil entre Batatais e Franca e desemboca no Rio Pardo.
Ainda divide os municípios de Nuporanga e São José da Bela Vista, onde está construída a Usina Hidroelétrica de Dourado. Possui uma bela Cachoeira, chamada de Cachoeira dos Dourados.